# Rio Gălăşeni (Almaş)
O Rio Gălăşeni é um rio da Romênia, afluente do Dâncu, localizado no distrito de Sălaj.